# Kaspar Offenberg
Kaspar Offenberg, auch Caspar Offenberg (* 4. Februar 1809; † 3. März 1879) war ein deutscher Politiker.

## Leben
Offenberg besuchte das Gymnasium Paulinum (Münster). Er studierte Rechtswissenschaften an der Universität Münster und an der Universität Bonn. Offenberg war von 1856 bis 1878 Oberbürgermeister von Münster/Westfalen. Von 1857 bis 1879 war er Mitglied des Preußischen Herrenhauses.